# Мужі великого зібрання
Відповідно до єврейської традиції Велике Зібрання («Чоловіки Великого зібрання»), також відоме як Велика синагога або Синод, було зборами з 120 переписувачів, мудреців і пророків, в період від кінця біблійних пророків з часів раннього  Другого Храму до раннього періоду еллінізму. У нього входили такі пророки, як Огій, Захарій, Малахія (Езра), Даниїл, Ананія, Міша, Азарія, Неємія, Хачалія, Мордехай і Зерувавель, Шаалтіель, серед інших. Іноді Велике Зібрання просто позначається як «Езра і його суд». Серед подій в юдаїзмі, які їм приписуються, - це закріплення єврейського біблійного канону, в тому числі книги Єзекіїля, Даниїла, Есфір і Дванадцяти Малих пророків введення свята Пурим і установа молитви, відоме як «Шемонех Ешрех», а також синагогальні молитви, ритуали і благословення. Деякі сучасні вчені сумніваються, чи існувала Велика Асамблея як установа. Луїс Джейкобс, що не схвалюючи цю точку зору, зауважує, що посилання в раввинистической літературі на людей Великої синагоги можна розуміти як ідеї, правила і молитви, які, як вважається, є предраввінскімі.

## Включення останніх пророків на івриті Біблії
Члени Великої Асамблеї позначені в Мишне як ті, хто займав місце в ланцюжку традицій між пророками і найбільш ранніми вченими, відомими під назвою. Пророки передали Торі людям Великої синагоги. Саймон Прайст був одним з тих, хто пережив Велику синагогу, і Антигон Соко отримав від нього Тору. Перша частина цього твердження перефразується наступним чином Огій, Захарій і Малахія отримали від пророків і люди Великої синагоги отримали від Аггея, Захарії і Малахії. У цьому парафраз три постегільскіх пророка відокремлені від інших пророків, так як завдання перших полягала в тому, щоб передати Закон членам Великої синагоги. Слід також припускати, що ці три пророка були самі включені в ці члени, оскільки з заяв, що відносяться до заснування молитов і благословень, в тому, що Велика синагога включала пророків. Згідно Р. Йоханану, який писав в третьому столітті, «Люди Великої синагоги встановили для Ізраїлю блаженства і молитви, а також благословення для кіддуш і Хаддали». Це узгоджується з пропозицією Єремії (четверте століття), в якому йдеться про те, щодо «Shemoneh 'Esreh», що сто двадцять старійшин, у тому числі близько вісімдесяти пророків, порушили ці молитви. Ці сто двадцять старійшин, безсумнівно, ідентичні чоловікам Великої синагоги. Однак число, дане пророками, має бути виправлено, де знайдений исходник заяви Єремії: «Йоханан сказав, що, на думку деяких, бараіта вчив, що сто двадцять старійшин, включаючи деяких пророків, заснували« Шемоне Ешре ».  Тому пророки були в меншості у Великій синагозі. В іншій заяві про діяльність цієї установи йдеться про створення свята Пурима далі, в той час як вавилонський Талмуд заявляє, що не вимагає обговорення, що святкування свята Пурим в дні, було встановлено чоловіками Великої синагоги, але в Єрусалимському Талмуді Йоханан говорить про вісімдесяти п'яти старших, серед них близько тридцяти пророків. 

## Числа
Ці розходяться затвердження легко можуть бути узгоджені (див. Krochmal, «Moreh Nebuke ha-Zeman», стор. 97), читаючи в одному уривку «поруч з ними» замість «серед них» і в іншому проході «тридцять» замість «вісімдесят». Число вісімдес'ят взято з Неємії (10: 2-29) але походження всього числа (120) невідомо. Безсумнівно, передбачалося, що компанія тих, кого згадали в Неємії (10) було збільшено до ста двадцять пророками, які брали участь в запечатуванні завіту, це думка, яка підтверджується Неємії (7: 7, 14,), що базується на гіпотезі, що інші пророки , крім Огій, Захарія і Малахі, проповідували в Ізраїлі. Ці уривки показують, що ця збірка вважалася тієї, що описана в Неємії (9-10) та інші твердження, що стосуються цього, доводять, що амораев прийняв це посвідчення як само собою зрозуміле. Каха, відомий агадіст другої половини третього століття: Два покоління використовували «Шемха-Мефореш», людей Великої синагоги та покоління «shemad» (переслідування Адріана і повстання Барк-КОКЛ). Це посилання пояснюється в заяві Ґідделових, учня Раба: Слово в Неємії (8: 6) вказує, що Ездра виголосив великий Тетраграм  в його похвали Бога.   
Джерела:
 1) Біблія;
2)Маймонід "Вступ до його Мішна Коментар (за редакцією Неємія Шмуель Рот), Єрусалим 2005 р., С. 59 (іврит);
3) Маймоніда "Введення в його Кодекс єврейського права (Мішн Тора). 